# عبد القادر باجمال
عَبْدُالقادِر باجَمَّال كان وزير خارجية اليمن الجنوبي، ثم وزير خارجية اليمن الموحد، ثم رئيس وزراء اليمن لثلاث فترات متتالية 2001 و2003 و2006. كما شغل أمين عام حزب المؤتمر الشعبي العام.

## دخوله وخروجه من غيبوبة
في 26 أبريل 2008، دخل عبد القادر باجمال الأمين العام للحزب الحاكم في اليمن (المؤتمر الشعبي العام) ورئيس الحكومة اليمنية السابقة في حالة غيبوبة إثر إصابته بجلطتين متتاليتين (قلبية ودماغية) صباح الخميس في سنغافورة. وكان باجمال قد حضر الثلاثاء الماضي حفلاً في سنغافورة وتسلم خلاله جائزة أبطال الأرض المقدمة من برنامج الأمم المتحدة للحفاظ على البيئة. وذكرت مصادر إعلامية أن باجمال تعرض صباح الخميس إلى ارتفاع مفاجئ في ضغط الدم وتسبب له في إصابة بجلطة قلبية نقل على أثرها إلى أحد المستشفيات في سنغافورة، ثم تعرض لجلطة أخرى في الدماغ أثناء تقديم الإسعافات له من الجلطة الأولى، وأشارت المصادر إلى أن باجمال دخل مع الجلطة الدماغية في غيبوبة وأُصيب بشلل نصفي في الجهة اليمنى.